# Rubus adspersus
Rubus adspersus är en rosväxtart som beskrevs av Carl Ernst August Weihe och Heinrich E. Weber. Rubus adspersus ingår i släktet rubusar, och familjen rosväxter. Inga underarter finns listade i Catalogue of Life.